# Paavo Airola
Paavo Olavi Airola, född 14 juni 1918 i Karelen, död 23 maj 1983, var en finländsk svensk amerikansk konstnär och författare, verksam i Sverige i slutet av 1940-talet.
Han var son till lantbrukaren Johan Jaakkola och hans maka Anna och från 1947 gift med Ruth Ivor Persson. Airola avlade studentexamen i Petrozavodsk 1937 och studerade konst i Helsingfors 1941-1942 samt vid Otte Skölds målarskola i Stockholm 1947 och för Börje Hedlund vid Isaac Grünewalds målarskola och Académie Libre i Stockholm 1947-1948. Separat ställde han ut första gången i Åmål 1947 och har därefter medverkat i samlingsutställningar med Gävleborgs läns konstförening. Hans konst består av stilleben, porträtt och stadsbilder i olja eller akvarell. Airola är representerad vid Jämtlands museum i Östersund och Moderna museet i Stockholm.